# Тождество Похожаева
Тождество Похожаева — это интегральное соотношение, которому удовлетворяют стационарные локализованные решения нелинейного уравнения Шредингера или нелинейного уравнения Клейна-Гордона. Оно было получено С.И. Похожаевым и аналогично теореме о вириале. Это соотношение также известно как теорема Д.Г. Деррика. Аналогичные тождества могут быть получены и для других уравнений математической физики.

## Тождество Похожаева для стационарного нелинейного уравнения Шредингера
Приведём общую форму, предложенную А. Берестицким и П.-Л. Лионсом.
Положим {\displaystyle g(s)} в качестве непрерывной вещественной функции, с {\displaystyle g(0)=0}. Определим {\displaystyle G(s)=\int _{0}^{s}g(t)\,dt}. Пусть
{\displaystyle u\in L_{\mathrm {loc} }^{\infty }(\mathbb {R} ^{n}),\qquad \nabla u\in L^{2}(\mathbb {R} ^{n}),\qquad G(u)\in L^{1}(\mathbb {R} ^{n}),\qquad n\in \mathbb {N} ,}
будет решением уравнения
{\displaystyle -\nabla ^{2}u=g(u)},
в терминах распределений. Тогда {\displaystyle u} удовлетворяет соотношению
{\displaystyle {\frac {n-2}{2}}\int _{\mathbb {R} ^{n}}|\nabla u(x)|^{2}\,dx=n\int _{\mathbb {R} ^{n}}G(u(x))\,dx.}

## Тождество Похожаева для стационарного нелинейного уравнения Дирака
Существует форма вириального тождества для стационарного нелинейного уравнения Дирака в трёх пространственных измерениях (а также уравнения Максвелла-Дирака) и в произвольном пространственном измерении. Положим {\displaystyle n\in \mathbb {N} ,\,N\in \mathbb {N} } и пусть {\displaystyle \alpha ^{i},\,1\leq i\leq n} и {\displaystyle \beta } будут самосопряжёнными матрицами Дирака размера {\displaystyle N\times N}:
{\displaystyle \alpha ^{i}\alpha ^{j}+\alpha ^{j}\alpha ^{i}=2\delta _{ij}I_{N},\quad \beta ^{2}=I_{N},\quad \alpha ^{i}\beta +\beta \alpha ^{i}=0,\quad 1\leq i,j\leq n.}
Пусть {\displaystyle D_{0}=-\mathrm {i} \alpha \cdot \nabla =-\mathrm {i} \sum _{i=1}^{n}\alpha ^{i}{\frac {\partial }{\partial x^{i}}}} будет безмассовым оператором Дирака. Положим {\displaystyle g(s)} в качестве непрерывной вещественной функции, с {\displaystyle g(0)=0}. Определим {\displaystyle G(s)=\int _{0}^{s}g(t)\,dt}. Пусть {\displaystyle \phi \in L_{\mathrm {loc} }^{\infty }(\mathbb {R} ^{n},\mathbb {C} ^{N})} будет спинорным решением, удовлетворяющим стационарной форме нелинейного уравнения Дирака,
{\displaystyle \omega \phi =D_{0}\phi +g(\phi ^{\ast }\beta \phi )\beta \phi ,}
в терминах распределений, с некоторой {\displaystyle \omega \in \mathbb {R} }. Предположим, что
{\displaystyle \phi \in H^{1}(\mathbb {R} ^{n},\mathbb {C} ^{N}),\qquad G(\phi ^{\ast }\beta \phi )\in L^{1}(\mathbb {R} ^{n}).}
Тогда {\displaystyle \phi } удовлетворяет
{\displaystyle \omega \int _{\mathbb {R} ^{n}}\phi (x)^{\ast }\phi (x)\,dx={\frac {n-1}{n}}\int _{\mathbb {R} ^{n}}\phi (x)^{\ast }D_{0}\phi (x)\,dx+\int _{\mathbb {R} ^{n}}G(\phi (x)^{\ast }\beta \phi (x))\,dx.}